# Winterland (film)
Winterland is een Nederlandse fantasyfilm uit 2009 van Dick Tuinder.

## Productie
Dit is de eerste langspeelfilm van Tuinder die korte films heeft gemaakt als Selfportrait of the 20th Century as a Brain (2002) en Most Things Never Happen (2005).
De hoofdrol wordt gespeeld door Tara Elders, als zichzelf als actrice. Verdere rollen worden vervuld door 
Marcel Faber, Tom Jansen, Kiriko Mechanicus, Stijn Westenend, Ralph Wingens, Patrick Priest en Dick Tuinder (als zichzelf als regisseur).